# Condylostylus luteicinctus
Condylostylus luteicinctus är en tvåvingeart som beskrevs av Octave Parent 1930. Condylostylus luteicinctus ingår i släktet Condylostylus och familjen styltflugor. Inga underarter finns listade i Catalogue of Life.